# Pericoma notata
Pericoma notata és una espècie d'insecte dípter pertanyent a la família dels psicòdids que es troba a Austràlia: el Territori de la Capital Australiana.